# Ukrainische Luftstreitkräfte
Die ukrainischen Luftstreitkräfte (ukrainisch Повітряні Сили України Povitryani Syly Ukrayiny) sind mit 45.000 Soldaten die zweitstärkste Teilstreitkraft der ukrainischen Streitkräfte.
Aktuelle Zahlen zur Personalstärke und Ausstattung der ukrainischen Luftstreitkräfte sind seit dem Überfall Russlands auf die Ukraine 2022 und der folgenden westlichen Waffenhilfe nur schwer zu verifizieren. Als Standorte sind die Heimatstandorte bis Februar 2022 angegeben.

## Geschichte

### 1918 bis 2022
Im März 1918 wurde die Luftfahrtkomponente des Militärs gegründet. Eines der ersten Flugzeuge war die Sikorsky Ilja Muromez, der erste in Serie produzierte viermotorige Bomber der Welt.
Im Bürgerkrieg existierten von 1919 bis 1920 einige selbstständige ukrainische Fliegereinheiten. Sie wurden nach dessen Ende aufgelöst oder in die Luftstreitkräfte Sowjetrusslands integriert. Während des Zweiten Weltkrieges wurden viele ukrainische Piloten ausgezeichnet, zum Beispiel Iwan Nikitowitsch Koschedub. Seit der Unabhängigkeit 1991 wurden die Luftstreitkräfte vernachlässigt. Die meisten Maschinen funktionierten nicht oder wurden eingelagert. Nach dem Beginn des Krieges in der Ostukraine wurden viele Luftfahrzeuge und Radarsysteme wieder einsatzfähig gemacht. Die meiste Ausrüstung stammt nach wie vor noch aus der Zeit vor dem Zerfall der Sowjetunion, was auch daran liegt, dass die Luftstreitkräfte im Ostukraine-Krieg nicht eingesetzt wurden.
Spätestens ab dem Jahr 2020 begann die ukrainische Luftwaffe das Üben von Starts und Landungen auf für Flugzeuge tauglichen Straßen.

### Überfall auf die Ukraine 2022
In den ersten Tagen des russischen Überfalls auf die Ukraine – er begann am 24. Februar 2022 – versuchten die russischen Angreifer, Einrichtungen der ukrainischen Luftwaffe zu zerstören, um die Luftüberlegenheit zu erlangen. In jener am 21. Februar begonnenen Woche wurden die ukrainischen Streitkräfte und Munitionsbestände dezentralisiert und die Flugzeuge von großen Militärflughäfen, den offensichtlichen Primärzielen eines Aggressors, abgezogen.
Zu Beginn der Invasion wurde berichtet, dass sämtliche Luftwaffenstützpunkte beschossen und zerstört wurden. Diese Nachricht stellte sich später als falsch heraus, da die Flughafenbombardierungen nach Expertenmeinung vergleichsweise gering ausfielen und die ukrainische Luftwaffe ihre Flugzeuge zu Beginn der Invasion in der Luft hatte und diese nach den russischen Bombardierungen einzelner Flughäfen auf ihren verbliebenen, intakten Flughäfen landeten.
Ein Teil der ukrainischen Kriegspropaganda war der angebliche Geist von Kiew.
Stand April 2023 verfügt die ukrainische Luftwaffe eigenen Angaben zufolge über drei MiG-29-Brigaden und zwei Su-27-Brigaden. Eine vollständige Brigade bestand bei der ukrainischen Luftwaffe in Friedenszeiten für gewöhnlich aus 36 Flugzeugen. Laut The Military Balance verfügte die Ukraine zu Jahresbeginn 2023 außerdem über 30 einsatzfähige Bomber unterschiedlicher Flugzeugmodelle.
Bis Mai 2023 waren von den EU-Staaten Polen und Slowakei insgesamt 28 Flugzeuge an die Ukraine geliefert worden, darunter 14 MiG-29 aus Polen.

## Ausrüstung

### Luftfahrzeuge
(Stand: Ende 2023, aktualisiert um einzelne verifizierbare Lieferungen)
| Typ                            | Bild           | Herkunft           | Funktion                | Version          | Aktiv          | Bestellt       | Anmerkungen |
| Kampfflugzeuge                 | Kampfflugzeuge | Kampfflugzeuge     | Kampfflugzeuge          | Kampfflugzeuge   | Kampfflugzeuge | Kampfflugzeuge | Kampfflugzeuge |
| ------------------------------ | -------------- | ------------------ | ----------------------- | ---------------- | -------------- | -------------- | --- |
| Mikojan-Gurewitsch MiG-29      |                | Sowjetunion        | Mehrzweckkampfflugzeug  |                  | 55             |                | |
| Suchoi Su-24                   |                | Sowjetunion        | Jagdbomber              |                  | 14             |                | |
| Suchoi Su-25                   |                | Sowjetunion        | Erdkampfflugzeug        |                  | 16             |                | |
| Suchoi Su-27                   |                | Sowjetunion        | Luftüberlegenheitsjäger |                  | 25             |                | |
| General Dynamics F-16          |                | Vereinigte Staaten | Mehrzweckkampfflugzeug  | F-16A/BF-16AM/BM | 10             | ~24–29~42      | Die Auslieferung von sechs niederländischen und vier dänischen Flugzeugen wurde im August 2024 bekanntgegeben. Bis Ende 2024 soll die Ukraine weitere zehn F-16 erhalten. Die restlichen Flugzeuge sollen über die nächsten Jahre ausgeliefert werden. |
| Dassault Mirage 2000           |                | Frankreich         | Mehrzweckkampfflugzeug  | 2000-5F          |                |                | Frankreich wird eine unbekannte Anzahl an die Ukraine übergeben. Eine Lieferung von sechs Flugzeugen wurde für das erste Halbjahr 2025 angekündigt. |
| Flugzeuge für Spezialmissionen |                |                    |                         |                  |                |                | |
| Antonow An-30                  |                | Sowjetunion        | Aufklärungsflugzeug     |                  | 3              |                | |
| Transportflugzeuge             |                |                    |                         |                  |                |                | |
| Antonow An-24Antonow An-26     |                | Sowjetunion        | Transportflugzeug       |                  | 22             |                | |
| Antonow An-178                 |                | Ukraine            | Transportflugzeug       |                  |                | 3              | |
| Schulflugzeug                  |                |                    |                         |                  |                |                | |
| Aero L-39                      |                | Tschechoslowakei   | Schulflugzeug           |                  | 44             |                | |
| Mikojan-Gurewitsch MiG-29      |                | Sowjetunion        | Schulflugzeug           | MiG-29UB         | 8              |                | |
| Suchoi Su-25                   |                | Sowjetunion        | Schulflugzeug           |                  | 4              |                | |
| Suchoi Su-27                   |                | Sowjetunion        | Schulflugzeug           | Su-27UB          | 6              |                | |
| Hubschrauber                   |                |                    |                         |                  |                |                | |
| Mil Mi-8                       |                | Sowjetunion        | Mehrzweckhubschrauber   |                  | 15             |                | |
| Unbemannte Luftfahrzeuge       |                |                    |                         |                  |                |                | |
| Bayraktar TB2                  |                | Türkei             | Kampfdrohne             |                  | 6              |                | [ 2 ] |

### Waffensysteme
| Typ                            | Herkunft                          | Funktion                       | Variante                       | Anmerkungen |
| Luftgestützte Marschflugkörper | Luftgestützte Marschflugkörper    | Luftgestützte Marschflugkörper | Luftgestützte Marschflugkörper | Luftgestützte Marschflugkörper |
| ------------------------------ | --------------------------------- | ------------------------------ | ------------------------------ | --- |
| Storm ShadowScalp-EG           | Vereinigtes Königreich Frankreich | Marschflugkörper               |                                | Unbekannte Anzahl durch das Vereinigte Königreich und Frankreich geliefert. |
| Luft-Luft-Raketen              |                                   |                                |                                | |
| Wympel R-60                    | Sowjetunion                       | kurze Reichweite               |                                | Ehemals sowjetischer Bestand, inländisch aufgerüstete Version. |
| Wympel R-73                    | Sowjetunion                       | kurze Reichweite               |                                | Ehemals sowjetischer Bestand, 100 durch Polen geliefert. |
| Wympel R-27                    | Sowjetunion                       | mittlere Reichweite            | R-27ETR-27ER                   | Ehemals sowjetischer Bestand, zusätzlich inländische Produktion durch Artem. |
| AIM-9 Sidewinder               | Vereinigte Staaten                | kurze Reichweite               |                                | 43 Raketen durch Kanada geliefert, wahrscheinlich als boden-gestützte Version für NASAMS. |
| AIM-120 AMRAAM                 | Vereinigte Staaten                | mittlere Reichweite            | AIM-120 C-8AIM-120 D-3         | Boden-gestützte Version zum Einsatz für NASAMS durch das Vereinigte Königreich geliefert. Im Sommer 2023 wurden weitere Raketen im Wert von 1,15 Milliarden USD durch das Pentagon für die Ukraine bestellt. |
| AIM-7 Sparrow                  | Vereinigte Staaten                | mittlere Reichweite            |                                | 288 durch Kanada geliefert. Diese werden von den USA zu boden-gestützten Luftabwehrraketen umfunktioniert.                                                                                                   |
| Luft-Boden-Raketen             |                                   |                                |                                | |
| Ch-25                          | Sowjetunion                       |                                | Ch-25ML                        | [ 35 ] |
| Ch-25P                         | Sowjetunion                       | Anti-Radar-Rakete              |                                | Einsatzbereitschaft unbekannt. |
| Ch-28                          | Sowjetunion                       |                                |                                | Einsatzbereitschaft unbekannt. |
| Ch-29                          | Sowjetunion                       |                                |                                | Einsatzbereitschaft unbekannt. |
| Ch-58                          | Sowjetunion                       |                                |                                | Einsatzbereitschaft unbekannt. |
| AGM-88 HARM                    | Vereinigte Staaten                | Anti-Radar Rakete              |                                | Unbekannte Anzahl durch die USA im Sommer 2022 geliefert. |
| Radarköderdrohnen              |                                   |                                |                                | |
| ADM-160 MALD                   | Vereinigte Staaten                | Radarköderdrohne               | ADM-160B                       | Unbekannte Anzahl durch einen unbekannten Staat geliefert. |
| Präzisions-Gelenkte Bomben     |                                   |                                |                                | |
| MAM-L                          | Türkei                            |                                |                                | Für die Bayraktar TB2. |
| MAM-C                          | Türkei                            |                                |                                | Für die Bayraktar TB2. |
| JDAM                           | Vereinigte Staaten                |                                | JDAM-ER                        | Version mit gesteigerter Reichweite durch die USA geliefert. |
| Ungelenkte Bomben              |                                   |                                |                                | |
| OFAB-100-120                   | Sowjetunion                       |                                |                                | [ 42 ] |
| FAB-250                        | Sowjetunion                       |                                |                                | [ 42 ] |
| Ungelenkte Raketen             |                                   |                                |                                | |
| S-8                            | Sowjetunion                       |                                |                                | [ 42 ] |
| S-13                           | Sowjetunion                       |                                |                                | [ 35 ] |
| S-24                           | Sowjetunion                       |                                | S-24B                          | [ 35 ] |
| S-25                           | Sowjetunion                       |                                | S-25OF                         | [ 35 ] |
| Hydra 70                       | Vereinigte Staaten                |                                |                                | Tausende durch die Vereinigten Staaten geliefert. Genutzt durch Mi-8- und Mi-24W-Hubschrauber. |
| Zuni                           | Vereinigte Staaten                |                                |                                | 4000 durch die Vereinigten Staaten geliefert. |

### Flugabwehr

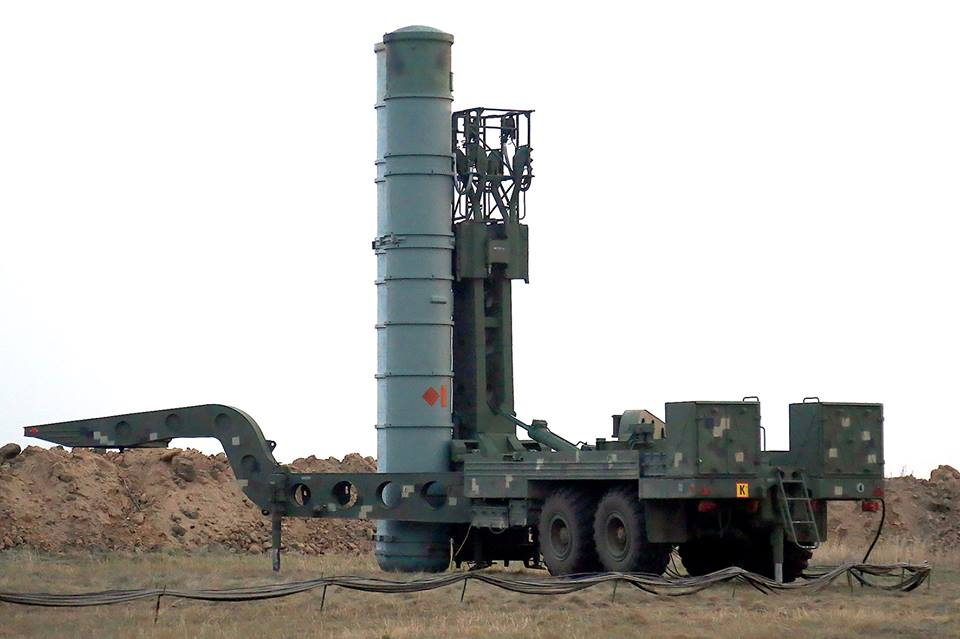
Ukrainisches S-300PT-Flugabwehrraketensystem im Felde

(Flugabwehrtypen und Anzahl der Systeme können aufgrund andauernder Kampfhandlungen und Waffenlieferungen stark variieren.)
| Typ             | Herkunft                       | Variante                | Anzahl | Anmerkungen |
| --------------- | ------------------------------ | ----------------------- | ------ | --- |
| S-125 Newa      | Sowjetunion                    |                         |        | [ 2 ] |
| S-200           | Sowjetunion                    |                         |        | mit überarbeitetem Suchkopf, der vermutlich der S-125 Newa entlehnt ist.                                                    |
| S-300P          | Sowjetunion                    | S-300PSS-300PTSS-300PMU | 250    | [ 45 ] [ 46 ] |
| 2K12 Kub        | Sowjetunion                    |                         | 18     | 16 Systeme von Tschechien geliefert 02 Systeme von der Slowakei geliefert                                                   |
| 9K37 Buk        | Sowjetunion                    |                         | 72     | [ 2 ] |
| MIM-23 HAWK     | Vereinigte Staaten             |                         | 10     | 07 Systeme von Spanien geliefert 02 Systeme von den USA geliefert 01 System von Kanada geliefert                            |
| MIM-104 Patriot | Vereinigte Staaten Deutschland |                         | 4      | 01 System von den USA geliefert 03 Systeme von Deutschland geliefert                                                        |
| NASAMS          | Norwegen Vereinigte Staaten    |                         | 14     | 13 Systeme von den USA geliefert 01 System von Kanada geliefert                                                             |
| IRIS-T          | Deutschland                    | SLM / SLS               | 7      | Von Deutschland geliefert (7 Systeme SLM + 14 Startgeräte SLS), weitere 9 Systeme SLM + 18 Startgeräte SLS in Vorbereitung. |
| SAMP/T          | Europäische Union              |                         | 2      | 02 Systeme von Italien geliefert                                                                                            |

## Dienstgrade
Offiziere
| Dienstgradgruppe        | Generale | Generale          | Generale      | Generale          | Stabsoffiziere | Stabsoffiziere | Stabsoffiziere | Subalternoffiziere | Subalternoffiziere | Subalternoffiziere | Subalternoffiziere                 |      |
| ----------------------- | -------- | ----------------- | ------------- | ----------------- | -------------- | -------------- | -------------- | ------------------ | ------------------ | ------------------ | ---------------------------------- | ---- |
| Schulterstücke          |          |                   |               |                   |                |                |                |                    |                    |                    |                                    |      |
| Dienstgrad              | Генерал  | Генерал-лейтенант | Генерал-майор | Бригадний генерал | Полковник      | Підполковник   | Майор          | Капітан            | Старший лейтенант  | Лейтенант          | Молодший лейтенант                 |      |
| Dienstgrad (Bundeswehr) | General  | Generalleutnant   | Generalmajor  | Brigadegeneral    | Oberst         | Oberstleutnant | Major          | Hauptmann          | Oberleutnant       | Leutnant           | keine Entsprechung (Unterleutnant) |      |
| NATO-Rangcode           | OF-9     | OF-8              | OF-7          | OF-6              | OF-5           | OF-4           | OF-3           | OF-2               | OF-1               | OF-1               | OF-1                               | OF-1 |

Unteroffiziere und Mannschaften
| Dienstgradgruppe | Unteroffiziere und Mannschaften | Unteroffiziere und Mannschaften                  | Unteroffiziere und Mannschaften                  | Unteroffiziere und Mannschaften   | Unteroffiziere und Mannschaften | Unteroffiziere und Mannschaften   | Unteroffiziere und Mannschaften   | Unteroffiziere und Mannschaften | Unteroffiziere und Mannschaften    | Unteroffiziere und Mannschaften | Unteroffiziere und Mannschaften |
| ---------------- | ------------------------------- | ------------------------------------------------ | ------------------------------------------------ | --------------------------------- | ------------------------------- | --------------------------------- | --------------------------------- | ------------------------------- | ---------------------------------- | ------------------------------- | ------------------------------- |
| Schulterstücke   |                                 |                                                  |                                                  |                                   |                                 |                                   |                                   |                                 |                                    |                                 |                                 |
| Dienstgrad       | Kурсант (Kadett)                | Головний майстер-сержант (Chief Master Sergeant) | Старший майстер-сержант (Senior Master Sergeant) | Майстер-сержант (Master Sergeant) | Штаб-сержант (Staff Sergeant)   | Головний сержант (Chief Sergeant) | Старший сержант (Senior Sergeant) | Сержант (Sergeant)              | Молодший сержант (Junior Sergeant) | Старший солдат (Gefreiter)      | Солдат (Soldat)                 |

Anmerkungen: Einige Dienstgrade haben im Deutschen keine Entsprechung, daher sind einige auf Englisch. Der Kadett hat kein Dienstgradabzeichen, das Bild dient lediglich als Platzhalter.

## Struktur
Die ukrainischen Luftstreitkräfte bestehen aus folgenden Verbänden:
Kampfverbände:
- 7. Taktische Brigade (Su-24; Starokostjantyniw, Oblast Chmelnyzkyj)
- 39. Taktische Brigade (Su-27; Oserne, Oblast Schytomyr)
- 40. Taktische Brigade (MiG-29; Wassylkiw, Oblast Kiew)
- 114. Taktische Brigade (MiG-29; Iwano-Frankiwsk, Oblast Iwano-Frankiwsk)
- 203. Ausbildungsbrigade (An-26, L-39, Mi-8; Tschuhujiw, Oblast Charkiw)
- 204. Taktische Brigade (MiG-29; Luzk, Oblast Wolyn)
- 299. Taktische Brigade (Su-25; Mykolajiw, Oblast Mykolajiw)
- 831. Taktische Brigade (Su-27; Myrhorod, Oblast Poltawa)
- 383. Regiment (Bayraktar TB2; Chmelnyzkyj, Oblast Chmelnyzkyj)

Lufttransportverbände:
- 15. Lufttransportbrigade (An-24, An-26, Mi-8; Boryspil, Oblast Kiew)
- 25. Lufttransportbrigade (An-26, Il-76; Melitopol, Oblast Saporischschja)
- 456. Lufttransportbrigade (An-24, An-26, Mi-8; Winnyzja, Oblast Winnyzja)

Flugabwehrverbände:
- 96. Flugabwehrbrigade (S-300PS; Danyliwka, Oblast Kiew)
- 138. Flugabwehrbrigade (S-300PS, S-300PT; Dnipro, Oblast Dnipropetrowsk)
- 160. Flugabwehrbrigade (S-300PS; Odessa, Oblast Odessa)
- 201. Flugabwehrbrigade (S-300PS, S-300W1; Perwomajsk, Oblast Mykolajiw)
- 208. Flugabwehrbrigade (S-300PS, S-300PT; Cherson, Oblast Cherson)
- 11. Flugabwehrregiment (9K37 M Buk; Schepetiwka, Oblast Chmelnyzkyj)
- 156. Flugabwehrregiment (9K37 M Buk; Solotonoscha, Oblast Tscherkassy)
- 223. Flugabwehrregiment (9K37 M Buk; Stryj, Oblast Lwiw)
- 301. Flugabwehrregiment (S-300PS; Nikopol, Oblast Dnipropetrowsk)
- 302. Flugabwehrregiment (S-300PT; Charkiw, Oblast Charkiw)
- 540. Flugabwehrregiment (S-300PS, S-300PT; Kamjanka-Buska, Oblast Lwiw)

## Zwischenfälle
- Am 27. Juli 2002 wurden beim Flugunglück von Lemberg 86 Menschen getötet, nachdem eine Suchoi Su-27 bei einer Flugshow in eine Menschenmenge stürzte.
- Am 14. Juni 2014 wurde eine Il-76 beim Anflug auf den Flughafen von Luhansk von Separatisten abgeschossen. Alle 49 Insassen wurden dabei getötet.
- Im August 2014 wurde in der Nähe von Donezk eine MiG-29 von prorussischen Truppen abgeschossen. Der Pilot konnte die Maschine zu einer landwirtschaftlichen Nutzfläche steuern und sich selbst retten.[52]
- Am 25. September 2020 starben bei einem Absturz einer An-26 in Tschuhujiw 26 Menschen, da der Pilot eine Straße mit der Landebahn verwechselte.[53]